# Šićki Brod
Šićki Brod (en cyrillique : Шићки Брод) est un village de Bosnie-Herzégovine. Il est situé sur le territoire de la ville de Tuzla, dans le canton de Tuzla et dans la fédération de Bosnie-et-Herzégovine. Selon les premiers résultats du recensement bosnien de 2013, il compte 1 367 habitants.
Avant 1991, le village était rattaché à Tuzla ; depuis 1991, il est recensé comme entité administrative à part entière.

## Géographie
Le village est situé à l'ouest de Tuzla, à la confluence du Mramorski potok et de la Jala.

## Démographie

### Évolution historique de la population dans la localité
| 1948 | 1953 | 1961 | 1971 | 1981 | 1991  | 2013  |
| ---- | ---- | ---- | ---- | ---- | ----- | ----- |
| -    | -    | -    | -    | -    | 1 579 | 1 367 |

|  |

### Communauté locale
En 1991, la communauté locale de Šićki Brod comptait 4 148 habitants, répartis de la manière suivante :